# I Can Tell You About Pain
«I Can Tell You About Pain» es un sencillo de la banda de metalcore Converge. Fue lanzado el 25 de julio de 2017 como un disco de vinilo de 7 pulgadas a través de Epitaph Records y Deathwish Inc. En el lado B contiene a «Eve», una pista de siete minuto. El video musical de la canción «I Can Tell You About Pain» fue dirigido por Tony Wolski.

## Música y recepción
Randall Colburn, de Consequence of Sound, escribió: "«Eve» sirve como contraste con «I Can Tell You About Pain», ya que sus más de siete minutos incorporan cantos grupales y sintetizadores amenazantes en sus guitarras y una percusión aporreante, dando a la canción una epopeya misteriosa." El escritor de Stereogum, Tom Breihan, describió a «Eve» como "una epopeya monstruosa", y declaró que: "Ambas canciones están castigando de maneras muy diferentes." Saby Reyes-Kulkarni de Pitchfork, dijo que el estilo de producción de las canciones de «I Can Tell You About Pain»: "se inclina casi en una dirección de black metal, dando a la canción un sonido engañosamente rápido y sucio." Reyes-Kulkarni declaró además: "Esta habilidad para cambiar de precisión quirúrgica a contundente y viceversa es lo que mantiene a Converge continuamente vigente."
Andy Cush de Spin escribió: "El primero [«I Can Tell You About Pain»] es rápido y crudo, al encontrar a la banda en pleno modo de locura; el segundo [«Eve»] es una epopeya inusualmente caprichosa que dura casi ocho minutos." Graham Hartmann, de Loudwire, describió a «Eve» como "una pieza experimental más del catálogo de Converge", y declaró: "Enfocándose en las características del doom y el drone, Converge extiende la amplia pista de una manera que se siente verdaderamente inspirada. La producción de Kurt Ballou es de primera, como siempre, construyendo una pared de sonido colosal para «Eve» que permanece densa incluso en sus momentos más suaves." Treble Zine escribió que la primera pista es "un intenso noise rock, rítmicamente desigual" mientras que el segundo "tiene algunos rasgos comunes con los innovadores del sludge provenientes de Oakland, Neurosis, con quienes la banda está de gira este verano."

## Lista de canciones
Todas las letras escritas por Converge.
| N.º | Título                      | Duración |  |
| 1.  | «I Can Tell You About Pain» | 2:24     |  |
| 2.  | «Eve»                       | 7:36     |  |

## Personal
| Converge - Jacob Bannon: voz, letra - Kurt Ballou: guitarra, voz, teclado, producción - Nate Newton: bajo - Ben Koller: batería, percusión |